# Lotería solar
Lotería solar (Solar Lottery) es la primera novela de Philip K. Dick, escrita en 1955.

## Argumento
La historia transcurre en un futuro en el que la sociedad se basa en la teoría de juegos o Minimax, con una técnica al azar llamada la botella que hace imposible prever los acontecimientos futuros. 
Ted Benteley, un ingeniero, jura lealtad a Reese Verrick, el Gran Presentador, que ya sabe que la botella ha saltado y el nuevo presentador es Leon Cartwright, un prestonita. Cartwright pasa a estar protegido por las Brigadas Telepáticas, mientras que Verrick convoca la convención, una petición legal de asesinato. El asesino elegido es Keith Pellig, un androide controlado por varios técnicos a las órdenes de Herb Moore, que va introduciendo a los técnicos por turnos en la mente de Pellig para evitar que las Brigadas le localicen. 
Llevan a Cartwright a la Luna, pero Pellig lo descubre y les sigue. Mientras, el resto de prestonitas está embarcado en una nave para encontrar el legendario Disco de Fuego, un planeta defendido por John Preston, el cual les guía desde una nave. En la Luna, Benteley, dentro del cuerpo de Pellig, descubre por los telépatas que lleva una bomba dentro. Al cambiar, se levanta y mata a Moore, que está en Pellig. Moore, desesperado, parte buscando a Preston y estalla cerca de su nave. Mientras, Verrick negocia con Cartwright, pero este le mata de forma legal, aunque pierde el título. No obstante, ha modificado la botella, por lo que conoce los próximos saltos, y le da la tarjeta agraciada a Benteley. Los prestonitas descubren que en realidad han sido guiados al planeta no por Preston, sino por mensajes que este dejó a modo de boyas.